# Hans im Glück (film 1936)
Hans im Glück è un film del 1936 diretto da Robert Herlth e Walter Röhrig.

## Produzione
Il film fu prodotto dalla Delta-Film Berlin.

## Distribuzione
Il 18 gennaio 1936, il film ottenne il visto di censura B.41262 con il divieto di visione per i minori. Distribuita dalla Jugendfilm-Verleih, la pellicola fu presentata all'Ufa-Palast am Zoo di Berlino il 3 luglio 1936.